# S Club 7
S Club 7 — англійський поп-гурт, заснований в 1998 році. Спочатку до його складу входили Тіна Барретт, Пол Кеттермол, Джон Лі, Бредлі Макінтош, Джо О'Міра, Ханна Спіррітт та Рейчел Стівенс.
S Club 7 були створені колишнім менеджером Spice Girls Саймоном Фуллером, який підписав їх з Polydor Records Музиканти здобули популярність завдяки телевізійному ситкому BBC «Маямі 7», орієнтованому на молоду аудиторію. Протягом п'яти років S Club 7 отримали чотири сингли номер один у Великій Британії, альбому номер один у Великій Британії, низки хітів у Європі та топ-10 хітів у US Hot 100 із їхнім синглом 2000 року «Never Had a Dream Come True». Записали чотири студійні альбоми, випустили 11 синглів і продали понад 10 мільйонів альбомів в усьому світі. Серіал «S Club 7» тривав чотири сезони по 52 серій, його подивилося понад 90 мільйонів глядачів. Серіал транслювали по всьому світу. В Україні серіал транслювався на каналі «1+1».
S Club 7 отримав нагороду BRIT Awards у 2000 році у номінації «Британський прорив» та у 2002 році за «Найкращий британський сингл». 2001 року вони здобули нагороду «Запис року». Кеттермол пішов у 2002 році, щоб приєднатися до іншого гурту, тому в назві S Club 7 прибрали «7» зі своєї назви. Їхній передостанній сингл посів п'яте місце в британських чартах, а останній альбом не потрапив до першої десятки. 2003 року вони розійшлися.
Після розпуску деякі члени зазнали фінансових проблем і критикували менеджмент Фуллера. О'Міра була причетна до суперечки про знущання в телевізійному реаліті-шоу Celebrity Big Brother. Учасники виступали з перервами як гурт S Club Allstars у зменшеному складі. 2015 року S Club 7 возз'єдналися для туру Великою Британією, а потім знову припинили співпрацю. 2023 року вони оголосили про тур по країні, який розпочнеться в жовтні, щоб відзначити 25-річчя створення гурту. Кеттермол помер у квітні того ж року.

## Історія

### 1997—1998: Становлення
Проєкт S Club 7 створив музичний керівник Саймон Фуллер, який раніше керував Spice Girls. Він задумав концепцію групи в день, коли Spice Girls звільнили його з посади свого менеджера в листопаді 1997 року. Фуллер описав візію S Club 7 як продовження ідей, які він мав для Spice Girls, але з м'якшим, піднесенішим образом. Для обидвох проєктів була використана та сама команда авторів пісень.
Фуллер розмістив рекламу в The Stage і провів прослуховування з понад 10 000 претендентів. І Джо О'Міра, і Пол Кеттермол були помічені продюсерами з компанії Фуллера, 19 Management, і запрошені на прослуховування. Рейчел Стівенс була єдиною учасницею, яка не пройшла прослуховування; натомість до неї підійшли двоє продюсерів і попросили записати демо-касету. Пізніше журналіст Стівен Пул писав, що після розбіжностей із Spice Girls Фуллер вибрав «найм'якіших, найподатливіших персонажів… приємних дітей…».
Після того, як остаточний склад був визначений, учасники прилетіли до Італії, щоб познайомитися один з одним. Стівенс зазначив, що учасники гурту міють «відчувати себе комфортно один з одним із самого початку». Кілька членів гурту сказали, що «S» у назві S Club 7 означає Саймона, на честь творця групи, хоча офіційно про це ніколи не говорилося. У записі гурту на веб-сайті Popjustice говориться, що в один момент їх мало не назвали «Sugar Club» замість назви, яка прижилася. Інша теорія полягає в тому, що група названа так тому, що «S» є першою буквою слова «сім». Макінтош в інтерв'ю в грудні 2012 року сказав, що багато в чому успіх Фуллера ґрунтується на числі 19 (володіння 19 Entertainment); тому, оскільки «S» є 19-ю літерою алфавіту, «S» було введено до назви S Club 7.

### 1999—2000: Дебют та успіх
S Club 7 став популярним у дитячому телесеріалі «Маямі 7», який вперше транслювався на CBBC з квітня по липень 1999 року. Учасники грали у вигаданих версіях самих себе, вирушали в пригоди та виконували пісню в кожній серії. У США шоу було перейменовано на S Club 7 у Маямі та транслювалося на Fox Family. До 2000 року його продали в 100 країнах, де переглянули 90 мільйонів глядачів. Використання телешоу для реклами групи було порівняно з досвідом The Monkees.
S Club 7 випустили свій дебютний сингл «Bring It All Back» 9 червня 1999 року, який The Guardian порівняв із Jackson 5. Він досяг першого місця в чарті синглів Великої Британії та став платиновим. Дебютний альбом S Club 7, S Club, вийшов у жовтні 1999 року. Він досяг другого місця в чарті альбомів Великої Британії і став двічі платиновим. S Club 7 підтримував кампанію Woolworth's Kids First Campaign протягом 1999 і 2000 років. У вересні 1999 року «S Club Party» посів друге місце у чартах Великої Британії та перше місце в Новій Зеландії. Подвійний A-side з баладою «Two in a Million» та реміксом « You're My Number One» досяг другого місця в британських чартах у грудні 1999 року.
У лютому 2000 року S Club 7 здобув нагороду British Breakthrough Act на церемонії вручення нагород BRIT 2000. У тому ж місяці виробник іграшок Hasbro оголосив про ліцензійну угоду на створення ляльок S Club 7. У квітні почався показ другого телевізійного серіалу S Club, LA 7 (перейменованого на S Club 7 у Лос-Анджелесі в США). Того ж року S Club 7 знявся в телесеріалі S Club 7 Go Wild!, у якому вони подорожували світом, з акцією на підтримку видів, що знаходяться під загорозою вимирання. «Reach», ще один стрімкий трек у ретро-стилі, вийшов як сингл у травні 2000 року та посів друге місце в чартах Великої Британії.
Другий альбом S Club 7, 7 , вийшов 12 червня 2000 року. Він досяг першого місця в британських чартах і отримав потрійний платиновий статус у Великій Британії та золотий у США. Другий сингл з альбому « Natural» посів третє місце у вересні 2000 року. У жовтні того ж року S Club 7 запустив щорічну кампанію Poppy Appeal з леді Торою Хірд. Разом із багатьма іншими виконавцями вони записали вокал для кавер-версії пісні Rolling Stones «It's Only Rock 'N' Roll» для Children's Promise, альянсу семи дитячих благодійних організацій. Він увійшов до британських чартів під № 19. У листопаді 2000 року S Club 7 записали баладу «Never Had a Dream Come True», офіційну пісню року для благодійної кампанії Children in Need, яка стала номером один у Великій Британії та увійшла до десятки найкращих хітів у США.

### 2001:Sunshine
S Club 7 випустили свій третій студійний альбом Sunshine 26 листопада 2001 року. Головний сингл «Don't Stop Movin'», вийшов у квітні 2001 року, характеризувався витонченішим звучанням, подібним до пісні Майкла Джексона «Billie Jean» 1983 року. «Don't Stop Movin'» досяг першого місця, став платиновим і став сьомим бестселером 2001 року. Також сирнгл визнали «Записом року», що принесло S Club 7 другу нагороду BRIT Award, цього разу за найкращий британський сингл. S Club 7 пожертвував понад 200 000 фунтів стерлінгів дітям, що потрапили у складні життєві обставини, після того, як став першим.
20 березня 2001 року Кеттермол, Лі та Макінтош були спіймані з канабісом у Ковент-гардені в Лондоні. Правоохоронці з поліцейського відділку Чарінг-Крос винесли їм усне попередження та відпустила без пред'явлення звинувачення. Учасники гурту принесли вибачення через свою рекламну фірму. BT і Cadbury, які уклали спонсорські угоди з S Club 7, заявили, що «розчаровані», але зберегли свої контракти з гуртом, тоді як Quaker Oats Company припинила переговори з 19 Entertainment. Пепсі підписала спонсорську угоду з S Club 7 протягом місяця після цієї ситуації.
Провівши більшу частину початку 2001 року на репетиціях, члени гурту 19 травня 2001 року розпочався тур S Club Party 2001. Після завершення туру група вилетіла до Сполучених Штатів Америки для знімання третьої серії телевізійного шоу Hollywood 7. Музикантам гурту доводилося постійно справлятися з напруженим графіком і щодня рано просинатися для запису програми.
Кеттермол і Спіррітт почали зустрічатися в 2001 році і підтримували стосунки до 2008 року. Перші півроку стосунки трималися в секреті. Пізніше Кеттермол сказав, що це їх «примушувало» керівницто і не сталося «органічно», оскільки їхній роман був записаний у «Голлівуд 7». Це шоу транслювалося разом із новим реаліті-шоу CBBC S Club Search, яке запрошувало дітей розширити бренд S Club і пройти прослуховування, щоб створити молодіжну версію гурту. Новий гурт було обрано для спільного виступу з S Club 7 на Children in Need 2001 року та для туру з ними під час їхнього майбутнього туру S Club 7 Carnival 2002. Діти-переможці сформували новий гурт S Club Juniors і записали шість найкращих хітів Великої Британії.
У листопаді 2001 року музиканти записали другий сингл Children in Need, «Have You Ever», спільно Крісом Брейдом та Кеті Денніс. У вечірньому виступі взяли участь багато дітей молодшого шкільного віку, які попередньо записали власні версії приспіву, включаючи першу телевізійну появу S Club Juniors. Сингл став четвертим номером один у S Club 7 і 21-м за обсягом продажів у 2001 році.

### 2002: відхід з гурту Кеттермолу
У січні 2002 року S Club 7 розпочали свій другий тур по аренах. Рецензуючи виступ для The Independent, Стів Джелберт порівняв його з «компіляцією записів для молоді на Євробаченні» і написав: «Вони, можливо, були виготовлені суто як мультимедійний твір, для одержання прибутку, але вдалося створити високоякісне шоу у виконанні висококваліфікованих артистів».
Третій сингл від Sunshine, « You», посів друге місце у Великій Британії. Учасники гурту розчарувалися вибором синглу, оскільки вони сподівалися продовжити сучасніше звучання, започатковане «Don't Stop Movin'». Пізніше Кеттермол сказав, що вони «хотіли, щоб їх сприймали як крутих із самого початку», але менеджери «забрали в них таку можливість».
У 2002 році Кеттермол покинув S Club 7, щоб повернутися до свого шкільного метал-гурту Skua. Пізніше він описав розчарування менеджментом S Club 7 і сказав, що «дійшло до того, що все було так погано, що мені довелося піти». Кеттермол залишався в S Club 7 до червня 2002 року, знявшись у чотирьох епізодах останнього телевізійного серіалу Viva S Club. Його останнім концертом з гуртом була телепрограма Party at the Palace, як складова святкування золотого ювілею королеви Єлизавети II. Skua не вдалося укласти угоду про звукозапис.
Після відходу Кеттермолу гурт було перейменовано на S Club. Решта учасників перепідписали свою угоду з Фуллером та їхньою звукозаписною компанією. «Alive», перший сингл S Club без Кеттермолу, посів п'яте місце в UK Singles Chart, а їхній четвертий альбом Seeing Double посів 17-те місце. О'Міра оголосила, що у неї загострилися проблеми зі спиною, через що вона могла пересуватися в інвалідному візку.

### 2003: Фільм і розрив
У квітні 2003 року S Club випустив свій перший повнометражний фільм Seeing Double. Фільм було знято в жанрі дитячого фентезі. За сюжетом музиканти гурту протистоять божевільному вченому Віктору Гагану, не даючи йому клонувати світових поп-зірок. Вихід фільму ознаменувався чутками про те, що гурт невдовзі розпадеться, які вони утім спростували.
Того місяця газета Sunday Mirror повідомила, що з 75 мільйонів євро, які гурт заробив для Фуллера, кожен учасник гурту отримував лише по 150 000 євро щороку. The Mirror також повідомляло, що учасники гурту подорожували економ-класом на рейсах і самі готували їжу та прали під час роботи за кордоном. Повідомляється, що батьки Спірріта найняли адвокатів, щоб повернути кошти, які їм заборгували Фуллер та його керуюча компанія.
Через десять днів після випуску Seeing Double, під час туру S Club United 21 квітня 2003 року, S Club оголосили на сцені, що вони припиняють спільні виступи. Вони посилалися на взаємний розрив, висловлюючи, що настав час «рухатися далі та зустрічатися з новими викликами». Пізніше учасники назвали причиною виснаження через напружений графік і довгі знімальні дні. Шанувальники висловили гнів після того, як S Club спростував чутки про розрив всього кілька тижнів тому. Їх останнім синглом був подвійний A-side, який поєднав «Love Ain't Gonna Wait for You» з їх четвертого альбому Seeing Double з новою баладою «Say Goodbye», що вийшла 26 травня, яка посіла друге місце в рейтингу Великої Британії. 2 червня вийшов альбом із найкращими хітами Best: The Greatest Hits of S Club 7, який містить трек «Everybody Get Pumped», який раніше не видавався. Він досяг другого місця у Великій Британії. 8 червня S Club востаннє виступили на Top of the Pops.

### 2007— дотепер: фінансові проблеми, возз'єднання та смерть Кеттермолу
У 2003 році Стівенс підписав контракт на £1,5 мільйони для випуску чотирьох альбомів з Polydor і Fuller. Її дебютний сольний альбом Funky Dory посів дев'яту позицію в UK Albums Chart і отримав золотий сертифікат. У січні 2007 року О'Міра приєдналася до п'ятої серії британського реаліті-шоу Celebrity Big Brother, яке транслювалося на Channel 4. Її та інших учасників звинуватили в расистських і образливих коментарях щодо індійської учасниці Шилпи Шетті, що викликало рекордну кількість скарг глядачів і широке висвітлення ситуації в міжнародних ЗМІ. Після виходу з шоу О'Міра заперечила, що вона расистка, і сказала, що редактори шоу неправильно представили її поведінку.
У 2008 році О'Міра, Кеттермол та Макінтош почали виступати в британських нічних клубах, університетах і таборах відпочинку як S Club 3. Час від часу до них приєднувалися інші члени гурту. Пізніше Кеттермол оголосив про банкрутство та продав свою нагороду Brit 2000 року на аукціоні. Він брав участь у різних інших проєктах, наприклад, працював менеджером громадського радіо та екстрасенсом. Сперріт знялася у фільмах 2004 року «Агент Коді Бенкс 2: Пункт призначення — Лондон» та «Нащадок Чакі», а також зіграла головну роль Еббі Мейтленд у п'яти серіях науково-фантастичного серіалу ITV «Портал юрського періоду».
14 листопада 2014 року S Club 7 возз'єднався для участі в телемарафон BBC Children in Need, виконавши композиції «S Club Party», «Reach», «Bring It All Back» і «Don't Stop Movin’». 28 квітня 2015 року гурт S Club 7 перевидав Best: The Greatest Hits of S Club 7 з раніше невиданою піснею «Rain», а також «Friday Night» з альбому S Club. У травні S Club 7 виступали на британських аренах під час туру Bring It All Back 2015. До грудня 2017 року гурт знову виступав у складі тріо та музиканти випустили сингл «Family».
У 2019 році Кеттермол сказав, що Фуллер, а не учасники гурту, підписали контракт з Polydor як S Club 7; члени були просто афілійованими особами і отримували «мізер» від прибутків. У січні 2023 року Спіррітт заявила, що була змушена залишитися без житла. Вона сказала, що люди помилково вважали учасників S Club 7 мільйонерами, і що вони не отримували гідну зарплату порівняно з виконавцями сучасної музичної індустрії.
13 лютого 2023 року S Club 7 оголосили в ефірі The One Show, що вони возз'єднаються для туру з нагоди 25-ї річниці гурту. Початок туру запланований на M&amp;S Bank Arena, Ліверпуль, 13 жовтня 2023 року та завершиться виступом на O2 Arena у Лондоні через два тижні. 6 квітня 2023 року Кеттермолу було знайдено без свідмості в його будинку в Дорсеті, а пізніше того ж дня він був оголошений мертвим. Поліція заявила, що вважає смерть 46-річного музиканта природньою. 14 квітня 2023 року Best: The Greatest Hits of S Club 7 посів сьоме місце в офіційному чарті завантажень альбомів Top 100.

## Музичний стиль
Музичний стиль S Club 7 зазвичай поп, або, точніше, баблгам-поп. У перших двох їхніх синглах вокал порівну розподілявся між сімома учасниками групи, і лише після третього синглу «Two in a Million» О'Міра став знаний як їх головний вокаліст. Попри те, що гурт поступово змінив свій стиль протягом чотирьох років, проведених разом, навіть у їхньому першому альбомі було багато треків, нетипових для поп-жанру: "You're My Number One " та «Everybody Wants Ya» були створені під впливом музики Motown, тоді як «Viva La Fiesta» та «It's a Feel Good Thing» обидві були «жвавими латиноамериканськими піснями з сальсою».
Протягом багатьох років їх стиль і напрямок поступово змінювалися з кожним новим альбомом. Їхній другий альбом 7 містив пісні у стилі, який дещо протистояв традиційним поп-пісням, які випускали конкуруючі поп-групи 1990-х років. Випустивши «Natural» у 2000 році, S Club 7 продемонстрував новий R&B-lite звук. Випуск їх третього альбому, Sunshine, приніс аудиторії найбільшу зміну: альбом містив такі треки, як «Don't Stop Movin'» під впливом жанру диско та балади R&B «Show Me Your Colours». Альбом ознаменував набуття досвіду учасниками гурту.
Після відходу Cattermole, S Club випустили свій четвертий та поки останній альбом, Seeing Double, включаючи сингл « Alive», який був названий «потужним наповненням танцполу». Сингл має стиль, подібний до останнього синглу « Love Ain't Gonna Wait for You». Альбом містив танцювальні композиції, які відрізнялися від оригінального стилю поп-музики, наприклад «секс для покоління CBBC» у «Hey Kitty Kitty», хоча рецензент, посилаючись на «Gangsta Love», сказав, що «аудиторія гурту S Club це приміська дискотека, а не міські андеграундні клуби, а їхня спроба піти в герідж на „Gangsta Love“ закінчується весело, а не автентично».

## Учасники гурту
Хронологія

## Дискографія
- S Club (1999)
- 7 (2000)
- Sunshine (укр. — Сонячне світло; 2001)
- Seeing Double (2002)

## Фільмографія
| Рік  | Назва                       | Роль                                  | Примітки |
| ---- | --------------------------- | ------------------------------------- | --- |
| 1999 | Маямі 7                     | Діють як вигадані версії самих себе   | ситком; знаний як S Club 7 у Маямі в Америці                                                                          |
| 1999 | Назад у 50-ті               | Діють як вигадані версії самих себе   | Одноразові спеціальні пропозиції; продовження сюжетної лінії Маямі 7                                                  |
| 1999 | Хлопці та дні народження    | Діють як вигадані версії самих себе   | Одноразові спеціальні пропозиції; продовження сюжетної лінії Маямі 7                                                  |
| 1999 | Найкращий магазин у світі   | Камео                                 | |
| 2000 | LA 7                        | Діють як вигадані версії самих себе   | ситком; продовження сюжетної лінії Маямі 7 . Відомий як S Club 7 в Лос-Анджелесі в Америці                            |
| 2000 | S Club 7 Go Wild!           | Господарі                             | Телевізійний документальний фільм у співпраці зі Всесвітнім фондом природи                                            |
| 2000 | Художні відмінності         | Діють як вигадані версії самих себе   | Одноразові спеціальні пропозиції; продовження сюжетної лінії Маямі 7                                                  |
| 2000 | S Club 7: Спеціальне Різдво | Діють як вигадані версії самих себе   | Одноразові спеціальні пропозиції; продовження сюжетної лінії Маямі 7                                                  |
| 2000 | ITV Panto: Аладдін          | Виконуючи роль самих себе             | Святковий телевізійний спец                                                                                           |
| 2001 | Голлівуд 7                  | Діють як вигадані версії самих себе   | ситком; продовження сюжетної лінії Маямі 7 . Відомий як S Club 7 в Голлівуді в Америці                                |
| 2001 | S Club Пошук                | Виконували роль суддів та наставників | Реаліті-шоу, щоб знайти підтримку для S Club 7 для своїх 2002 S Club 7 Carnival Tour                                  |
| 2002 | Viva S Club                 | Діють як вигадані версії самих себе   | ситком; продовження сюжетної лінії Маямі 7 . На екрані називається S Club і відомий як S Club 7 в Барселоні в Америці |

| Рік  | Назва         | Ролі                                | Примітки                                            |
| ---- | ------------- | ----------------------------------- | --------------------------------------------------- |
| 2002 | Не зупиняйся  | камео                               | Документальний фільм                                |
| 2003 | Seeing Double | Діють як вигадані версії самих себе | Музична комедія; продовження сюжетної лінії Маямі 7 |

## Концертні тури
Хедлайнери
- S Club Party Tour (2001—2002)
- Карнавальний тур (2002)
- S Club United Tour з S Club Juniors (2003)
- Поверни все назад 2015 (2015)
- Reunited: 25th Anniversary Tour (2023)

## Нагороди та номінації
| Рік  | Нагорода    | Категорія                                     | Робота              | Результат |
| ---- | ----------- | --------------------------------------------- | ------------------- | --------- |
| 2000 | Brit Awards | Прорив року в Британію                        | Themselves          | Перемога  |
| 2000 | Brit Awards | Brit Award for British Pop/R&B Act            | Themselves          | Номінація |
| 2000 | Brit Awards | Новачок британської поп-музики                | Themselves          | Номінація |
| 2001 | Brit Awards | Прорив року в Британії                        | Themselves          | Номінація |
| 2001 | MTV EMA     | Найкращий артист Великої Британії та Ірландії | Themselves          | Номінація |
| 2002 | Brit Awards | Прорив року в Британії                        | Themselves          | Номінація |
| 2002 | Brit Awards | Британський сингл року                        | «Don't Stop Movin'» | Перемога  |